# Cosmetus flavopictus
Cosmetus flavopictus is een hooiwagen uit de familie Cosmetidae.